# سرو سفید اطلسی
سرو سفید اطلسی (نام علمی: Chamaecyparis thyoides) نام یک گونه از سرده شبه‌سرو است.